# A Mother's Work
"A Mother's Work" é o décimo terceiro e último episódio da sexta temporada da série de televisão dramática Sons of Anarchy. O final da temporada e o 79º episódio no total, foi ao ar na FX em 10 de dezembro de 2013. O episódio foi escrito e dirigido por Kurt Sutter, o criador da série original, e co-escrito por Chris Collins.
Este episódio marca a aparição final de Tara Knowles-Teller (Maggie Siff) e Eli Roosevelt (Rockmond Dunbar).

## Enredo
Jax, sozinho no cemitério, confessa seu medo e remorso pela violência que cometeu. Ele escreve sobre justificar seu comportamento e se tornar aquilo que um dia odiou. Clay é enterrado em uma sepultura simples, Gemma bebe para lidar com a separação de seus netos, e Nero aceita dinheiro de Fiasco. Jax se sente perdido desde a morte de Opie e ele diz a seus filhos que hoje é um dia importante. Ele promete nunca machucá-los ou abandoná-los. Jax se encontra com Patterson e Roosevelt, fingindo que Tara está em um retiro com os meninos. Patterson questiona a luta de Jax para ser um homem bom e o alerta de que seus erros podem destruir sua família. Jax compartilha a mesma mentira com os membros de seu clube e planeja encontrar Tara antes que Patterson o faça. Enquanto isso, Gemma ataca Tara, acreditando que ela traiu Jax, e a mata brutalmente. Roosevelt descobre a cena e chama reforços, mas é morto por Juice. Jax retorna para casa e encontra o corpo inerte de Tara e o corpo morto de Roosevelt. Ele desaba em luto. Patterson chega, testemunhando a tragédia.

## Recepção

### Recepção crítica
Em uma análise de Diana Steenbergen para a IGN, o episódio final da temporada recebeu uma classificação de 9/10, afirmando: "Sons of Anarchy concluiu sua sexta temporada com um final que se desenvolveu lentamente e terminou com uma reviravolta comovente." Mandi Bierly, da Entertainment Weekly, disse sobre o episódio: "Uma conclusão violenta e épica acontece quando o karma retorna para cobrar."
Matthew Giordano, do Den of Geek, disse sobre a conclusão da temporada: "Foi um final brilhante para uma temporada brilhante que me deixou com sede de mais e completamente arrasado pelo que acabei de presenciar. Como homem casado, a última cena foi difícil de assistir, e talvez esperar um ano pela sétima temporada seja uma bênção. Esta foi possivelmente a melhor temporada de toda a série!"

### Audiência
O episódio teve 5,17 milhões de telespectadores em sua exibição original nos Estados Unidos.